# Żółta łódź podwodna
Żółta łódź podwodna (ang. Yellow Submarine) – pełnometrażowy film animowany z 1968, oparty na muzyce grupy The Beatles, zwłaszcza tytułowej piosence Yellow Submarine. Wyreżyserował go Kanadyjczyk – George Dunning, sam zespół z Liverpoolu jest w rzeczywistości obecny tylko w scenie finałowej.
Polska premiera odbyła się 27 lutego 1970 roku w podwójnym pokazie z reportażem Bieg produkcji WFD z 1969 roku.

## Opis fabuły
Akcja dzieje się w krainie zwanej Pepperland, położonej głęboko pod poziomem morza – jego nazwa pochodzi od jednego z bohaterów Sgt. Pepper’s Lonely Hearts Club Band. Jego mieszkańcy są atakowani przez nienawidzące muzyki istoty, które powodują, że rzeczywistość w tej krainie staje się pozbawiona kolorów. Zarządca wyspy wysyła Starego Freda w Żółtej Łodzi Podwodnej, aby sprowadził pomoc.
Ten trafia do Liverpoolu, gdzie spotyka członków The Beatles.

## Stosunek The Beatles do wzięcia udziału w filmie
Początkowo członkowie zespołu nie byli nastawieni przychylnie do wzięcia udziału w tym filmie. Głównym powodem było ich niezadowolenie po zakończeniu produkcji innego obrazu, Help!, występowali także w innej produkcji telewizyjnej, Magical Mystery Tour. Uznali jednak, że film animowany dobrze uzupełni ich filmografię. Po zobaczeniu zwiastuna doszli do wniosku, że wezmą udział w końcowych sekwencjach, te jednak, ze względu na ograniczenia budżetowe, są niskiej jakości.

## Obsada
Głosów rysunkowym postaciom muzyków użyczyli Paul Angelis (Ringo Starr), John Clive (John Lennon), Geoffrey Hughes (Paul McCartney) i Peter Batten (George Harrison).

## Oddziaływanie
Żółta łódź podwodna jest uważana za dzieło przełomowe w zakresie animacji filmowej.